# Alejandra Perezlindo
Alejandra Olga Perezlindo (La Gallareta, Santa Fe, 19 de septiembre de 1975) Fue una deportista argentina que compitió en natación adaptada, especialista en 50 m estilo libre, 50 m estilo espalda, 100 m estilo libre y 100 m estilo espalda.
A los 14 años se radica en Mar del Plata donde comienza a formar parte del Cideli.
Ha ganados varios torneos provinciales, nacionales y sudamericanos. Esto le permitió clasificar a varios mundiales. 
Mundia de Malta, Malta  ( 1994) donde finalizó quinta.  
Mundial de Christeuchuch, Nueva Zelandia ( 1998) donde finalizó tercera   
Mundial Mar del Plata, Argentina ( 2002) , donde finalizó quinta   
También ha sido parte del conjunto femenino de deportistas argentinas que ha asistido a tres Juegos Paralímpicos. 
Su primera participación fue en los Juegos Paralímpicos de Atlanta 1996, donde ganó la presea de plata en los 100 m estilo libre categoría S2 con un tiempo de 3min11s02.
Su segunda participación fue en Sídney 2000, donde consiguió la medalla de bronce en 50 metros estilo libre. 
 Su última participación fue en los Juegos Paralímpicos de Atenas 2004. donde logró repetir su desempeño del último juego olímpico consiguiendo medalla de bronce pero ahora en 200 metros estilo libre.